# Emile Gumbs
Sir Emile Rudolph Gumbs (né le 18 mars 1928 et mort le 10 mai 2018) est un homme politique anguillais, ministre en chef d'Anguilla du 1er février 1977 au 28 mai 1980 et à nouveau du 12 mars 1984 au 16 mars 1994. Il est la seule personnalité originaire d'Anguilla à avoir été anoblie.

## Biographie
Emile Gumbs est né à Basseterre de parents anguillais le 18 mars 1928. Ses parents retournent dans leur île natale quand Emile est encore un bébé et il grandit entre North Hill et Sandy Ground. Il fait son instruction à Anguilla puis à Saint-Christophe avant de revenir dans son pays.
Il travaille d'abord comme marin pour la Lago Oil and Transport Company (en), d'abord dans sa raffinerie d'Aruba puis sur les pétroliers qui faisaient le trajet entre les champs de pétrole de Maracaïbo, la raffinerie d'Aruba et le port de Jacksonville. C'est sur ces bateaux qu'il remporte d'ailleurs sa première élection en devenant le représentant des marins en 1948. En 1955, il s'installe dans son île et navigue sur son propre bateau, le Venus entre Porto Rico, les Îles Vierges, Saint-Christophe et Anguilla. Après le passage de l'ouragan Donna, il reprend le bateau endommagé de son grand-père, le Warspite et étend alors l'étendue de son activité de transport maritime jusqu'à la République Dominicaine et Trinité-et-Tobago. Enfin à la mort de son oncle Elliot Carty, il reprend la direction de la Anguilla Road Salt Company que ce dernier dirigeait et devient ainsi une des personnalités les plus importantes de l'île.
En parallèle à ses activités professionnelles, il s'implique dans la vie politique auprès de Ronald Webster. En 1967, il participe à la délégation des Anguillais qui participe à la conférence de la Barbade qui sous l'égide du Royaume-Uni doit trouver un accord entre les Anguillais et les autorités centrales (kittiennes) de la fédération de Saint-Christophe-Niévès-Anguilla. Cette conférence échoue à trouver un accord. Emile Gumbs est élu pour la première au Conseil législatif d'Anguilla lors des élections du 30 juillet 1968 (en) dans la circonscription de Road North (en). Il garde ensuite son siège lors des élections de 1971 (en), 1972 (en), qui suivent la séparation officielle d'avec Saint-Christophe-et-Niévès et de 1976 (en) qui suivent la mise en place d'un système constitutionnel autonome à Anguilla. Cette année, il est élu sous l'étiquette du Parti populaire progressiste dirigé par Ronald Webster.
En 1977, Emile Gumbs, par un vote de défiance obtient la démission de Webster et devient le deuxième ministre en chef d'Anguilla. En 1980, il fonde l'Alliance nationale d'Anguilla avec d'autres anciens du Parti populaire progressiste mais perd face à Webster lors des élections de cette année.
Il revient au pouvoir en 1984 en remportant les élections de cette année et se maintient au pouvoir pendant dix ans. En 1989, il doit cependant rallier à son gouvernement un député indépendant pour garder sa majorité, il s'agit d'Osbourne Fleming qui lui succède ensuite comme leader de l'Alliance nationale d'Anguilla. Il ne se représente pas lors des élections de 1994.